# Quellgebiet der Wieslauter
Quellgebiet der Wieslauter ist der Name einer Kernzone des Naturparks Pfälzerwald in Rheinland-Pfalz. Das Schutzgebiet im Quellbereich der Lauter, die hier an ihrem Oberlauf Wieslauter genannt wird, wurde 2007 eingerichtet. Es umfasst eine Fläche von 2.399,532 Hektar, also fast 24 km², und ist damit unter den 23 Kernzonen im Naturpark Pfälzerwald das bei weitem größte Schutzgebiet.

## Geographie

### Lage, Gliederung und Grenzen

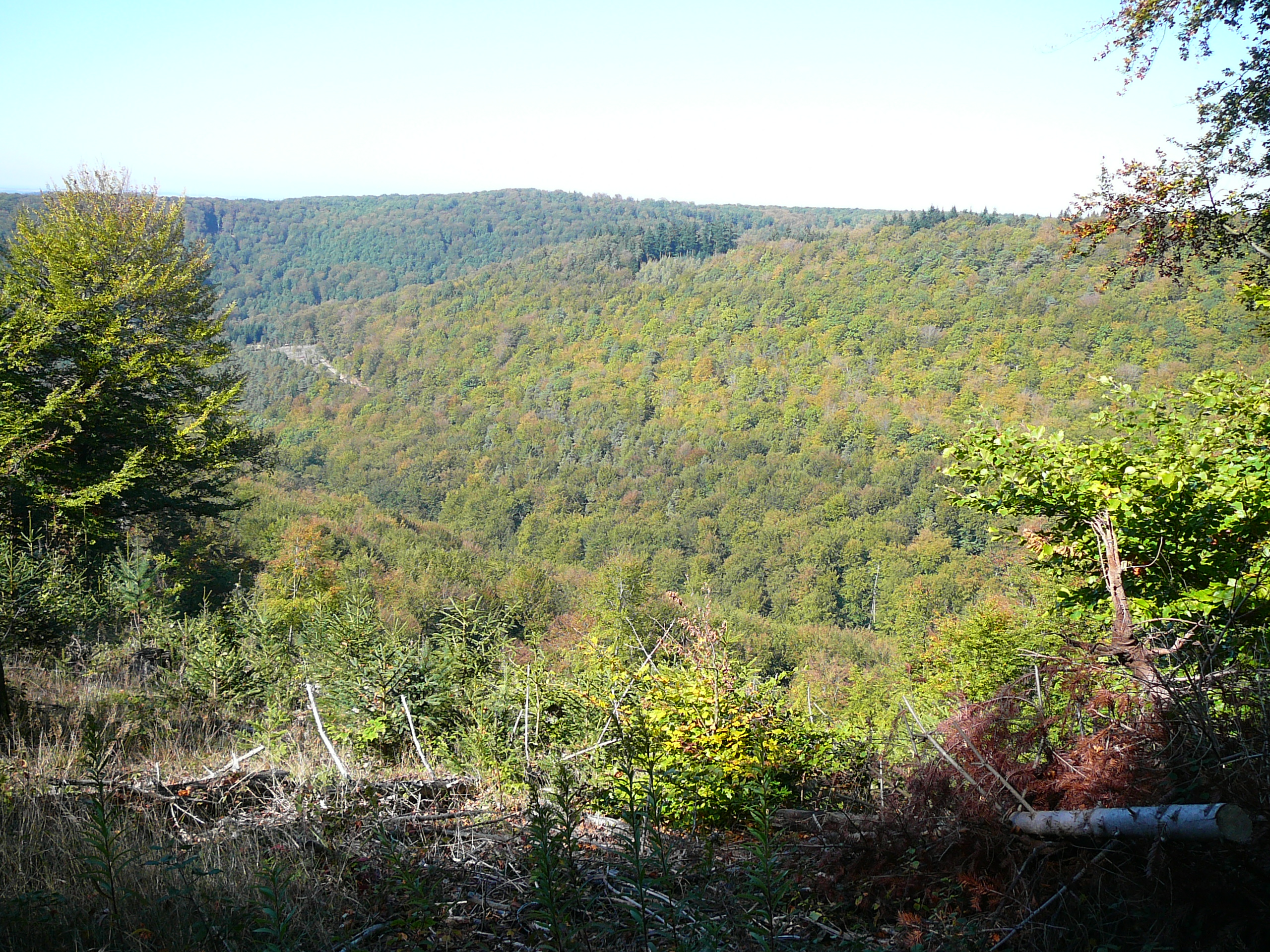
Blick vom Nordhang des Weißenbergs ins obere Wartenbachtal

Das geschützte Quellgebiet der Wieslauter liegt im Landkreis Südwestpfalz in den Waldgemarkungen von Wilgartswiesen, Merzalben und Münchweiler an der Rodalb. In Fließrichtung der dominierenden Wasserläufe betrachtet, erstreckt es sich von Nordosten über etwa 7,5 km nach Südwesten und biegt am südwestlichen Ende für knapp 3 km nach Süden um ins Zieglertal. Der nordöstliche Anfang liegt am Rand des Hochplateaus der Frankenweide auf etwa 560 m Höhe an der Westseite des Weißenbergs (609,9 m) und führt vorbei am Ritterstein 71, dem Holländerklotz, zur Südwestseite des sich nördlich anschließenden Hortenkopfs (606,2 m). In südwestlicher Richtung wird das Gebiet durch den Wechsel von Bergketten und Bachtälern gegliedert: Nach Nordwesten schließen nacheinander der Kamm des Winschertbergs mit vier Gipfeln (von 489 bis 521 m) und der Schloßberg (437 m) mit Burg Gräfenstein das Schutzgebiet ab, im Südwesten der Rotenstein (467,1 m). Die Täler des Wartenbachs und des Scheidbachs werden getrennt durch den Schmalen Hals (534,4 m) und den Wartenberg (508,9 m). An der südöstlichen Grenze folgen aufeinander, sich bis zum unteren Horbachtal hinabziehend, Breite Boll (528 m), Spitze Boll (540,1 m), Hanseneck (467,1 m), Große Boll (532,8 m) und Pfaffenberg (404,4 m). Das Schutzgebiet endet im Südwesten auf etwa 220 m Höhe direkt nördlich des kleinen Hinterweidenthaler Ortsteils Kaltenbach.

### Hydrologie
Das in der Kernzone reichlich vorhandene Grundwasser tritt in Form von Schicht- und Sturzquellen – eher in Hanglagen – oder von Sicker- bzw. Sumpfquellen – eher in Mulden- oder Tallagen – an die Oberfläche. Es sammelt sich in vielen Quellbächen, die in tief eingeschnittenen Kerbtälern hauptsächlich in westliche und südwestliche Richtungen fließen. Gegen Ende des Schutzgebiets wechselt die Fließrichtung auf Süd.
Entgegen der Bezeichnung des Schutzgebiets besorgen die Entwässerung des Quellgebiets der Wieslauter vor allem der hydrologische Hauptquellstrang des Wieslautersystems, der gut 7 km lange Wartenbach, und dessen starker linker Zufluss Scheidbach (4,3 km). Das Wasseraufkommen dieser beiden Bäche wird erst spät, am Südfuß des 361,8 m hohen Wieslauterecks, noch geringfügig verstärkt vom nur 1,2 km kurzen und recht wasserarmen Quellbach der eigentlichen Wieslauter, mit dem sich der Wartenbach dort vereinigt (⊙). 1 km unterhalb mündet noch von links der Lembach (1,4 km).

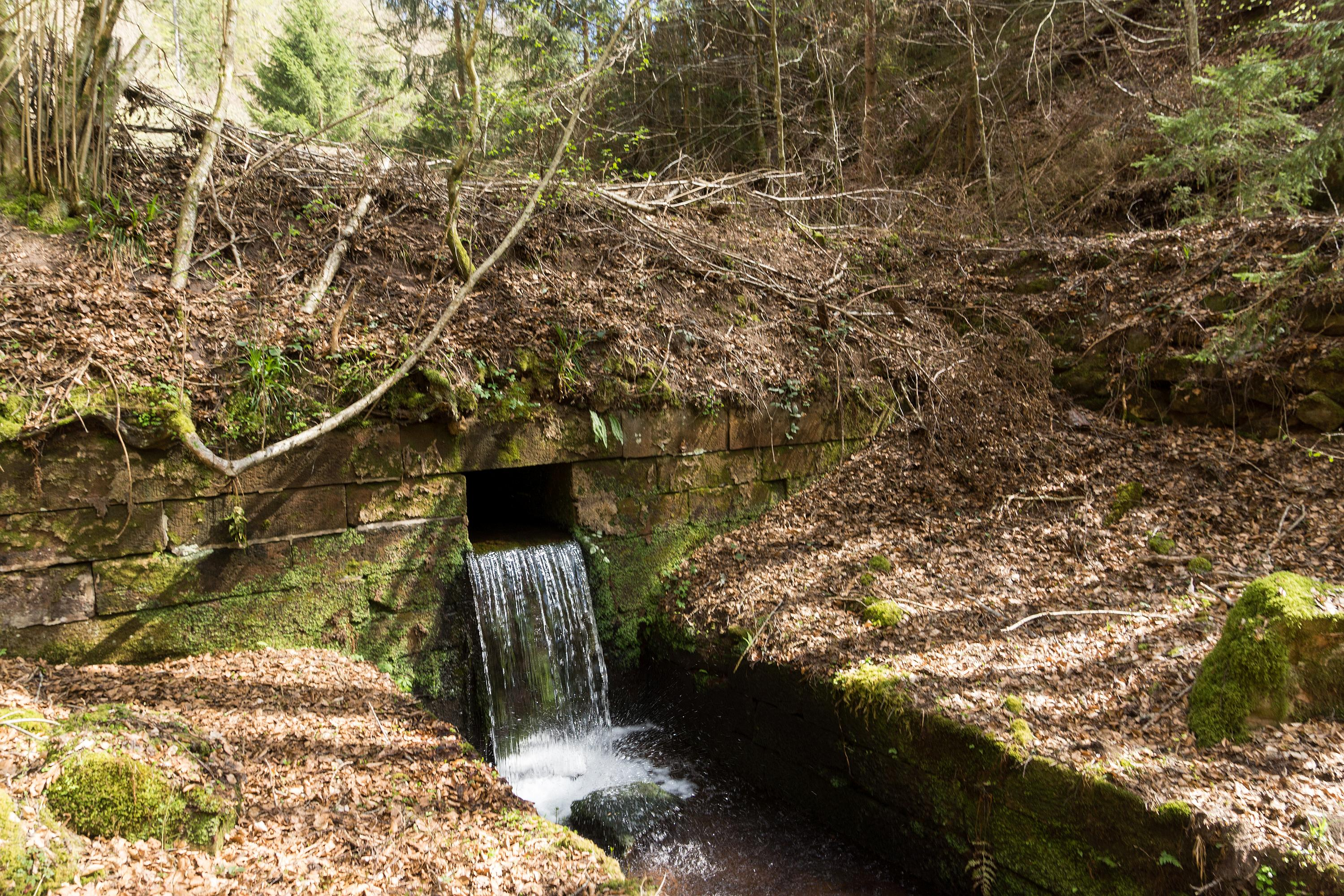
Auslass der Gambsklause (Wartenbach)
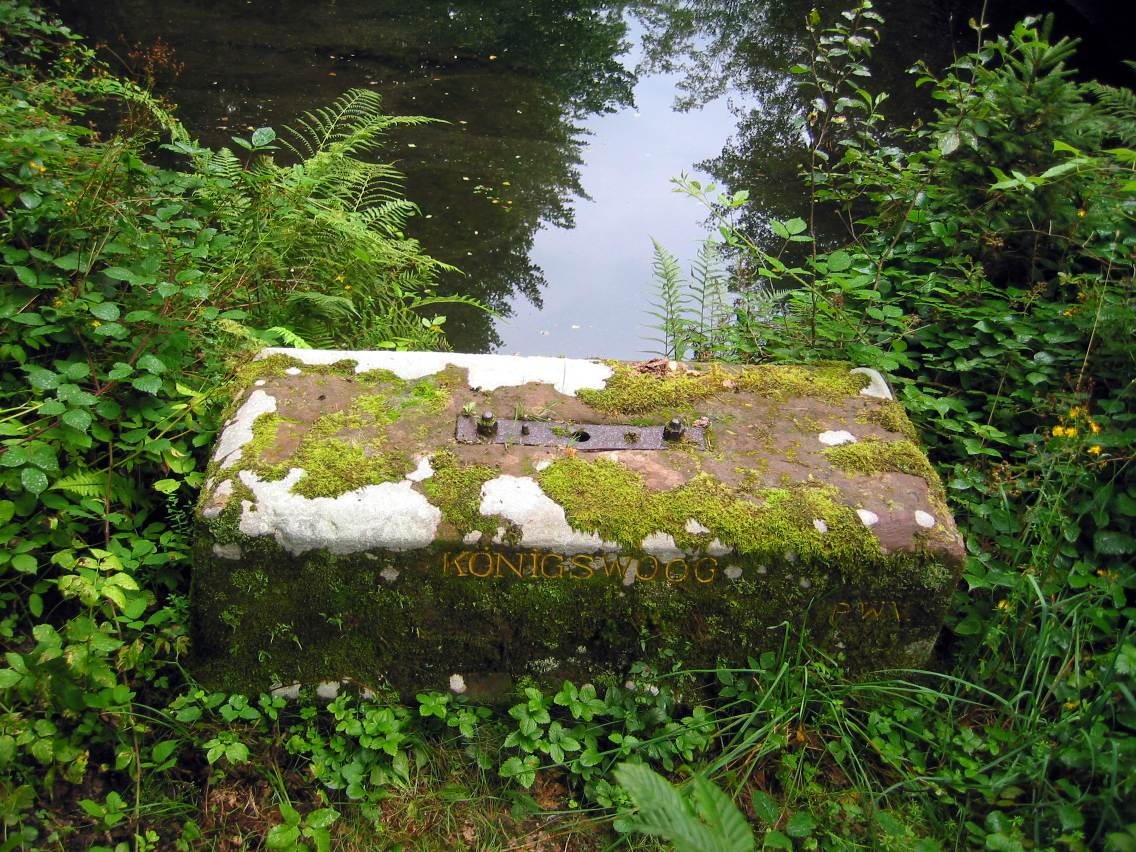
Sperrwerk am Königswoog als Ritterstein 56 (Wartenbach)
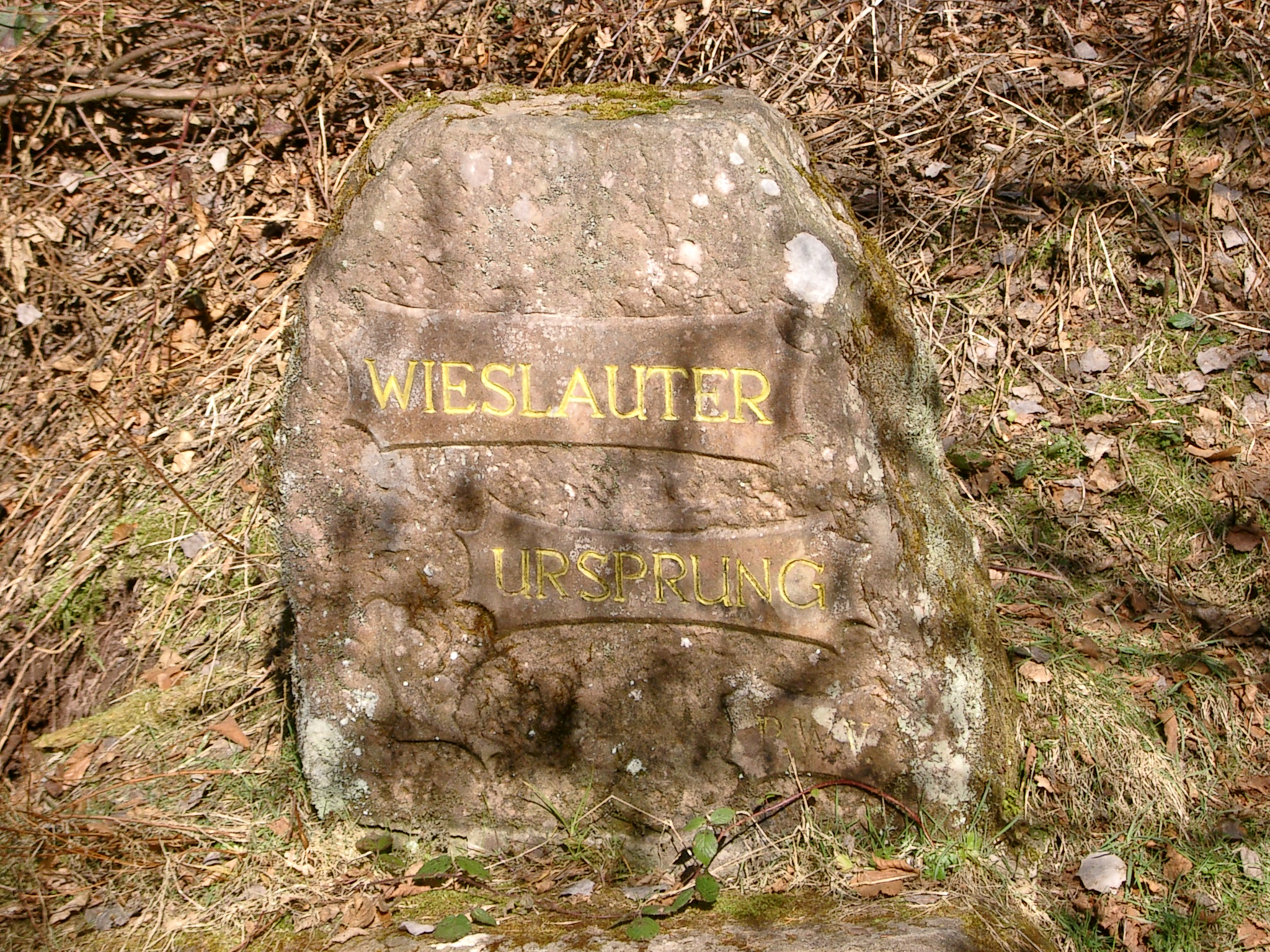
Wieslauter-Ursprung nach PWV-Definition
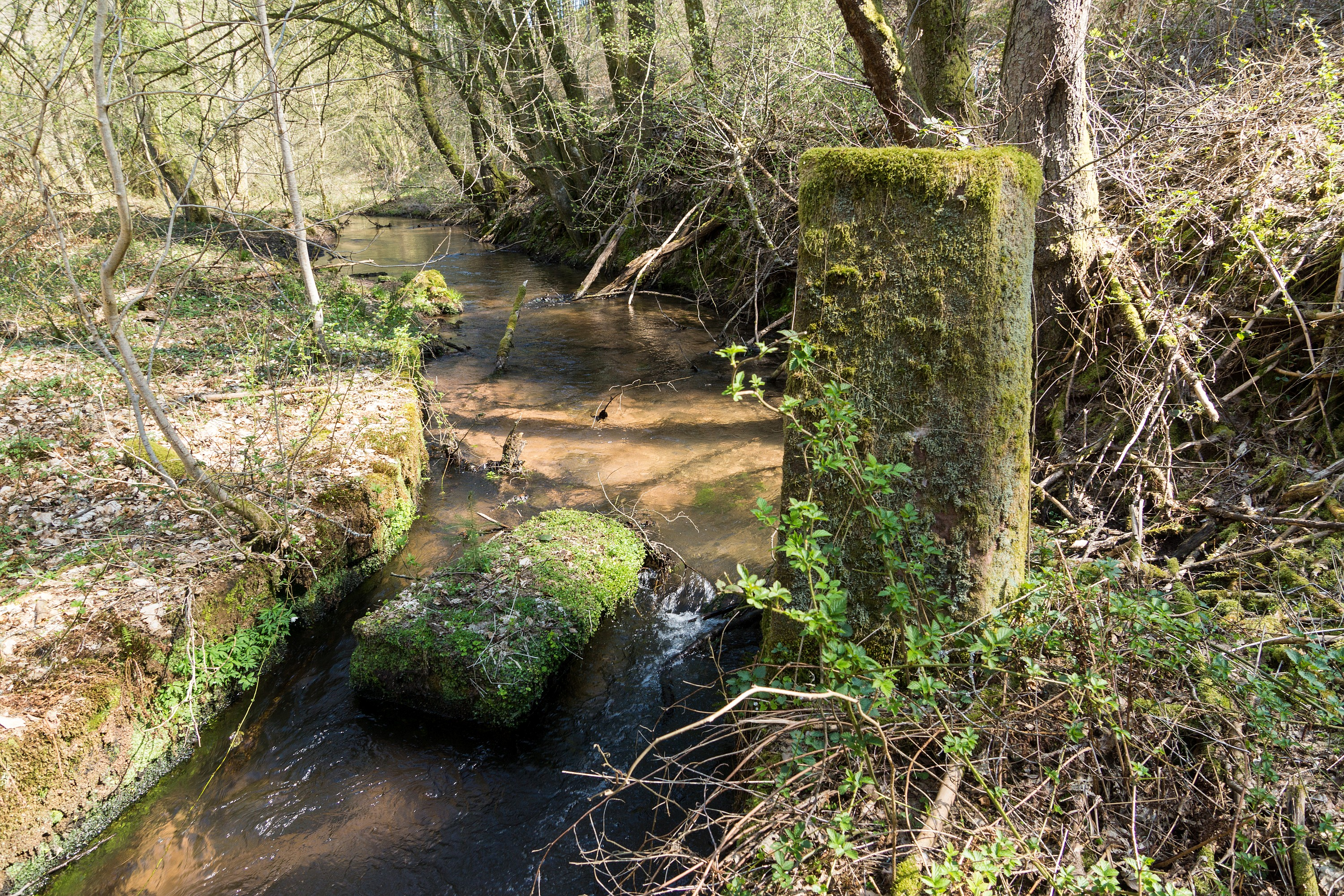
Rest eines Triftwehrs im Zieglertal

## Charakteristika

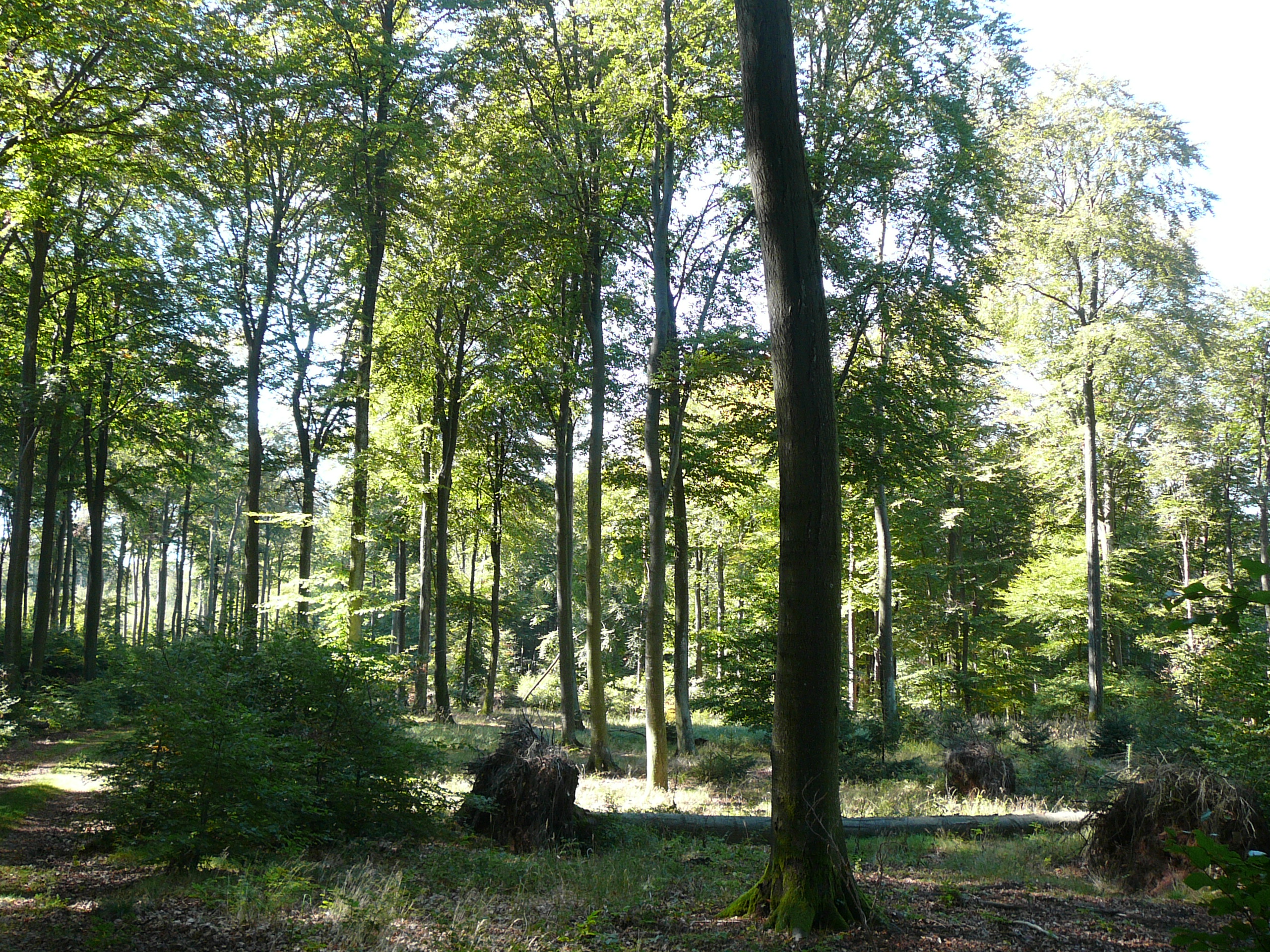
Urwaldartiger Hainsimsen-Buchenwald mit Auflichtungen am Westhang des Weißenbergs

Ein wesentliches Merkmal des Schutzgebiets ist sein reich gegliedertes Relief mit komplexem Entwässerungssystem und verschiedenartigen Bergformen, von denen u. a. Kegelberge – beispielsweise Große und Spitze Boll –, langgezogene Höhenrücken – beispielsweise Wartenberg und Winschertberg – und hochflächenartige Strukturen – das Hochplateau der Frankenweide – das Landschaftsbild bestimmen.
Dabei handelt es sich um einen ausgedehnten, praktisch unzerschnittenen Biotopkomplex, der sich hauptsächlich aus naturnahen Rotbuchen- und Eichen-Buchen-Wäldern zusammensetzt. Sie bilden FFH-Lebensraumtypen von internationaler Bedeutung mit Naturverjüngung, gemischter Altersstruktur und hohem Totholzanteil und wachsen hauptsächlich im Gipfelbereich und an Steilhängen mit Felsriffen, Felskanten, Blockfeldern und Blockschutt, die aus Gesteinen des Mittleren Buntsandsteins bestehen. Eingelagert sind Auflichtungen mit blütenpflanzenreichen Magerwiesen und Heidebrachen. Im Bereich der Bodenflora dominieren bodensäureliebende Arten wie zum Beispiel Draht-Schmiele, Wald- und Pillen-Segge, daneben Wald-Hainsimse, Weiße Hainsimse und verschiedene Farnarten; außerdem finden sich Heidel- und Walderdbeeren, an geeigneten Standorten auch Preiselbeeren.
Charakteristisch für das obere Zieglertal und seine Seitentäler sind Feucht- und Magerwiesen, die durch beidseitiges Ufergehölz strukturiert sind. Die Glatthaferwiesen des unteren Zieglertals werden meist als Mähwiesen, teilweise jedoch auch zur Beweidung genutzt. Im Uferbereich der Wieslauter findet man feuchtigkeitsliebende Pflanzen wie das Bittere Schaumkraut, den Gemeinen Blutweiderich und das Rohrglanzgras, während das Fließgewässer selbst typische Pflanzen des Vegetationstyps „Ranuncolion fluitantis“ wie den Flutenden Hahnenfuß (unbestimmt) und den Schmalblättrigen Merk enthält.